# Terrapene nelsoni
La tortuga de caixa tacada (Terrapene nelsoni) és una espècie de tortuga de caixa de la  família Emydidae. És una tortuga del gènere Terrapene endèmica de Mèxic.